# 東尼·葛地
安東尼·理察·東尼·葛地（英語：Antony Richard "Tony" Cottee，1965年7月11日—）是一名英格蘭前職業足球運動員和領隊，現在作為一個電視足球評論員。
他從1982年起直到2001年司職前鋒，尤其著名於在英格蘭足球頂級聯賽中曾效力韋斯咸、愛華頓和李斯特城。他一共七次為英格蘭國家隊上陣，並曾為伯明翰，諾域治和米禾爾在足球聯賽中上陣。他也曾為馬來西亞雪蘭莪效力，並花了一個賽季作為班列特的球員兼領隊。
他在1989年的足總盃決賽為李斯特城擊敗利物浦，並為李斯特城在2000年贏得聯賽盃。他的職業生涯最終是579場聯賽射入226球（其中99球為愛華頓射入）。在各項的比賽中，他上陣712場射入293球。他超出了在職業生涯射入200個聯賽入球的野心，但僅僅不能達到自己訂下在各項的賽事中射入300球的目標。不過，他仍然是英國足球史上在1980年代和1990年代最多產的射手之一。

## 球員生涯

### 韋斯咸
葛地在韋斯咸開始了他的職業球員生涯，他在17歲的時候於1983年1月1日為一隊上陣亮相甲組聯賽對戰熱刺，並在賽事中射入首個入球。他在1982-83賽季共八場比賽，射入五球。他在1983-84賽季確立了自己在一隊的地位，當時仍然只有18歲，並在聯賽中射入15球。他在1984-85賽季表現更好，當他拿下17個甲組聯賽入球。 20歲時，他以37個聯賽入球令人印象深刻。
葛地是一位多產的射手尤其在韋斯咸的日子，在那裡，葛地於1986年被評為年度PFA最佳年輕球員，並為韋斯咸獲得了聯賽第三名（最高的聯賽完成位置），只比榜首少四分。葛地在那個賽季射入20球，雖然比他的前鋒線拍檔法蘭·麥艾雲尼射入26個聯賽入球差了少許。儘管如此，這對前鋒拍檔的46個聯賽入球是那個聯賽賽季中最多產的前鋒拍檔。
1986-87賽季，葛地射入23個聯賽入球，是他職業生涯最高的紀錄。然而，在他的拍檔法蘭·麥艾雲尼只能在那個賽季射入7個聯賽入球，這令韋斯咸在聯賽榜的成績滑落至第15位完成賽季。葛地在1987-88賽季亦只能射入13個聯賽入球，但是法蘭·麥艾雲尼在季初已被球會出售給些路迪，而領隊約翰·里爾並未能找到適當的替補球員促成韋斯咸在聯賽的成績再次令人失望，而第16名完成賽季。而此時，23歲的葛地已經為韋斯咸在聯賽上陣212場及射入92球。

### 愛華頓
葛地於1988年8月2日以2,200,000英鎊轉會愛華頓，短時間成為當時英國球會最高的球員轉會費（由伊恩·魯殊在8月18日由祖雲達斯重返利物浦的2,800,000英鎊轉會費所打破）。
葛地於1988年8月27日（1988-89甲組聯賽活動開幕當日）為愛華頓首次上陣，他射入帽子戲法使愛華頓在主場以4-0擊敗紐卡素。他在餘下的賽季射入另外10個聯賽入球，愛華頓在那個賽季雖然在聯賽中表現令人失望，因為他們只能已第八完成賽季相比在之前的四個賽季奪取兩次冠軍及兩次打入前四名。但是，他們打入足總杯決賽，於1989年5月20日與同市宿敵利物浦在溫布萊球場進行一場勢均力敵的決賽，但愛華頓最終在加時賽以3-2輸了。早前，葛地和他的隊友在本賽季已經受到另一次在溫布萊球場慘敗在英格蘭足總會員盃被諾定咸森林以4-3擊敗，但葛地在此場亦射入兩球。
葛地與拍檔格林美·沙柏度過了在葛迪遜公園的第一個賽季，但新領隊哥連·夏菲於1989-90賽季改用4-3-3陣式，並買入邁克·紐維爾作為愛華頓第三位前鋒射手。賽季開始時愛華頓表現不俗並於10月21日登上聯賽榜榜首，並維持至十一月中旬，但他們的奪冠希望逐漸瓦解，最終他們只獲得第六名，而由利物浦奪冠。葛地在這個賽季仍然射入13個聯賽入球。葛地在1990年-91賽季射入10個聯賽入球。
1991-92是一個令葛地及和他的隊友沮喪的賽季。十一月中旬，因為將格林美·沙柏及邁克·紐維爾賣走，葛地的前鋒拍擋換成彼得·比士利和莫·莊士頓，雖然新的前鋒組合有不俗的入球能力，但是其他球員未能達到他們的的標準。葛地因傷缺陣僅能在24場比賽上陣，並只得8個入球，愛華頓再一次只能在聯賽榜中游完成賽季。這賽季亦是葛地於9年前出道後，唯一賽季未能射入雙位數入球。
1992-93看見愛華頓頓參加了首屆英超聯賽，葛地的成績比前一季好點，射入12球。
葛地在1993-94賽季射入16個聯賽入球，但這是愛華頓一個災難性的賽季，他們在7年前成為聯賽冠軍之後，第一季僅僅護級成功完成賽季。新領隊邁克·獲加承諾重整球隊，葛地被傳轉會至他的出身球會韋斯咸。

### 重返韋斯咸
葛地於1994年9月7日重返韋斯咸，以後衛大衛·巴路士加現金作為交換。愛華頓領隊邁克·獲加已簽入剛從世界盃決賽週回來的尼日利亞國腳丹尼·艾摩卡治並通過出售葛地作為資助此收購，使很多愛華頓球迷不滿。葛地在愛華頓的六年內在184場聯賽中上陣，射入76球，但並沒有贏得任何重大獎盃。他的職業生涯聯賽總入球增至164球。
葛地在重返韋斯咸的第一個賽季帶來了13個聯賽入球，並幫助韋斯咸成功護級，以第14名完成由哈利·列納帶領的首個賽季。他於1995-1996年賽季再為韋斯咸射入10球以第10名完成賽季，是自1986年以來最高排名。但葛地隨後因為拉度斯奧及波菲里奥的加盟而失去了正選地位，只能上陣三場比賽，未能取得入球，並於1996年10月以自由轉會加盟馬來西亞雪蘭莪球會，在兩度成為韋斯咸球員的日子，他已經射入115個聯賽入球。加上他為愛華頓的入球，他一共射入187個聯賽入球。

### 雪蘭莪及李斯特城
雖然葛地為馬來西亞雪蘭莪足球協會效力少於一年，他仍然能夠贏得職業生涯的第一個重要獎盃，在他返回英國前贏得馬來西亞足總盃。1997年8月，葛地以500,000英鎊轉會至應屆聯賽盃冠軍李斯特城，他終於在32歲時第一次有機會為李斯特城在該賽季出戰歐洲賽事，雖然最終在歐霸盃第一圈不敵馬德里體育會而出局。他在19場聯賽中射入四球使李斯特城以第10位結束賽季，這些入球包括於1998年1月31日在奧脫福球場以1-0戰勝爭標分子曼聯。該賽季的後期葛地被借用至甲組球會伯明翰，他首次在非頂級聯賽上陣，只能射入1球。葛地留在李斯特城直至2000年9月11日，他一共為李斯特城在85場聯賽上陣及射入27球。他在職業生涯總共累計射入214個英格蘭頂級聯賽聯賽入球。讓他成為在頂級聯賽入球最多的球員第17位。在1999-2000年賽季，當他35歲時，他終於在英國獲得了重大的獎盃，因為他協助李斯特城在2000年的聯賽盃決賽以2-1擊敗燦美爾成功奪標。

### 球員兼領隊生涯
2000年9月，葛地加盟諾域治在剛任命的領隊布萊恩·漢密爾頓帶領下作為球員兼教練，然而，因葛地未能滿足對他的要求，這安排並沒有持續很久，他只在聯賽盃對黑池及在聯賽中錫菲聯，合共射入兩球。
當葛地在2000年10月31日被諾域治放棄後，他接任為班列特的球員兼領隊，一個更接近他在倫敦的家的球會。贏得他在班列特的第一場比賽為球會以7-0擊敗黑池後，班列特進入了他們在聯賽的低迷狀態而需要護級。葛地終於在2001年3月16日辭職。但他的繼任者無法力挽狂瀾拯救班列特因而降班。然而，葛地也從16場丙組聯賽比賽中留下一個令人印象深刻的九個入球。
從班列特辭職一週後，葛地在轉會截止日簽約轉會米禾爾。2000-2001年賽季是葛地作為球員的最後一個賽季，葛地在同一個賽季中分別於英格蘭最高級別的四級聯賽中效力不同的球隊上陣，是一個罕見的成就，門將艾力·歷臣在1986-87年賽季是上一位達成此成就的球員。
2001年7月，葛地宣佈掛靴，結束球員生涯。

## 國家隊生涯
葛地以後備球員身份於1986年9月10日首次為英格蘭國家隊對陣瑞典，並一共取得7次上陣機會，1989年羅斯盃比賽中，葛地為國家隊上陣在咸普頓公園以2-0贏蘇格蘭。

## 外部連結
- 足球数据库：Tony Cottee的球员统计数据
- Career information at ex-canaries.co.uk （页面存档备份，存于）
- England Profile （页面存档备份，存于）